# Jessica Souza Santos
Jessica Souza Santos es una deportista brasileña que compitió en acuatlón. Ganó una medalla de plata en el Campeonato Mundial de Acuatlón de 2011.

## Palmarés internacional
| Campeonato Mundial | Campeonato Mundial | Campeonato Mundial | Campeonato Mundial |
| Año                | Lugar              | Medalla            | Prueba             |
| ------------------ | ------------------ | ------------------ | ------------------ |
| 2011               | Pekín (China)      | Medalla de plata   | Individual         |